# Dismorphia cubana
Dismorphia cubana es una especie de mariposa, de la familia de las piérides, que fue descrita originalmente con el nombre de Leptalis cubana, por Herrich-Schäffer, en 1862, a partir de ejemplares procedentes de Cuba.

## Distribución
Dismorphia cubana es endémica de Cuba (región Neotropical).